# Championnat du Népal de football 2004
Navigation
Saison précédente Saison suivante
La saison 2004 du Championnat du Népal de football est la trente-cinquième édition de la First Division, le championnat de première division au Népal. Les treize formations de la capitale, Katmandou, sont réunies au sein d'une poule unique où elles s'affrontent une fois au cours de la saison. Les six premiers disputent la Super League pour le titre tandis que le dernier du classement final est relégué et remplacé par les trois meilleures équipes de deuxième division. Toutes les rencontres sont disputées au Stade Dasarath Rangasala. 
C'est le Three Star Club qui remporte la compétition cette saison après avoir terminé en tête du classement final, avec trois points d'avance sur Mahendra Police Club et huit sur le double tenant du titre, Manang Marsyangdi Club. Il s'agit du troisième titre de champion du Népal de l'histoire du club.
Pour une raison indéterminée, Boys Sports Club choisit de boycotter la compétition. Ce retrait est compensé par l'arrivée du Tribhuvan Army Club.

## Les clubs participants
- New Road Team
- Manang Marsyangdi Club
- Rani Pokhari Corner Team
- Friends Club
- Jawalakhel Youth Team
- Sankata Boys Sports Club
- Boys Union Club
- Katmandou Club
- Brigade Boys Club - Promu de D2
- Mahavir Club - Promu de D2
- Tribhuvan Army Club
- Mahendra Police Club
- Three Star Club

## Compétition
Le barème de points servant à établir les différents classements se décompose ainsi :
- Victoire : 3 points
- Match nul : 1 point
- Défaite : 0 point

### Première phase
| Rang | Équipe                   | Pts | J  | G | N | P  | Bp | Bc | Diff |
| ---- | ------------------------ | --- | -- | - | - | -- | -- | -- | ---- |
| 1    | Three Star Club          | 30  | 12 | 9 | 3 | 0  | 25 | 4  | +21  |
| 2    | Mahendra Police Club     | 27  | 12 | 8 | 3 | 1  | 24 | 4  | +20  |
| 3    | Tribhuvan Army Club      | 24  | 12 | 7 | 3 | 2  | 25 | 8  | +17  |
| 4    | Manang Marsyangdi ClubT  | 24  | 12 | 7 | 3 | 2  | 22 | 8  | +14  |
| 5    | Friends Club             | 17  | 12 | 4 | 5 | 3  | 15 | 17 | -2   |
| 6    | Jawalakhel Youth Team    | 16  | 12 | 3 | 7 | 2  | 15 | 13 | +2   |
| 7    | New Road Team            | 15  | 12 | 4 | 3 | 5  | 14 | 14 | 0    |
| 8    | Sankata Boys Sports Club | 14  | 12 | 3 | 5 | 4  | 13 | 15 | -2   |
| 9    | Brigade Boys ClubP       | 11  | 12 | 2 | 5 | 5  | 11 | 33 | -22  |
| 10   | Rani Pokhari Corner Team | 10  | 12 | 2 | 4 | 6  | 7  | 12 | -5   |
| 11   | Boys Union Club          | 9   | 12 | 2 | 3 | 7  | 14 | 30 | -16  |
| 12   | Mahavir ClubP            | 8   | 12 | 1 | 5 | 6  | 10 | 21 | -11  |
| 13   | Katmandou Club           | 4   | 12 | 1 | 1 | 10 | 9  | 25 | -16  |

|  | Qualification pour la Super League                 |
|  | Relégation en deuxième division                    |
|  | T : Tenant du titre P : Promu de deuxième division |

### Super League
Les clubs conservent les points acquis lors de la première phase.
| Rang | Équipe                  | Pts | J  | G  | N | P | Bp | Bc | Diff |  | Résultats (▼ dom., ► ext.) | TSC | Mah | Tri | Man | Fri | Jaw |
| ---- | ----------------------- | --- | -- | -- | - | - | -- | -- | ---- |  | -------------------------- | --- | --- | --- | --- | --- | --- |
| 1    | Three Star Club         | 41  | 17 | 12 | 5 | 0 | 37 | 8  | +29  |  | Three Star Club            |     | 0-0 | 2-2 | 1-0 | 7-2 | 2-0 |
| 2    | Mahendra Police Club    | 38  | 17 | 11 | 5 | 1 | 35 | 7  | +28  |  | Mahendra Police Club       |     |     | 2-2 | 2-1 | 3-0 | 4-0 |
| 3    | Manang Marsyangdi ClubT | 33  | 17 | 9  | 6 | 2 | 36 | 13 | +23  |  | Manang Marsyangdi ClubT    |     |     |     | 0-0 | 7-0 | 3-1 |
| 4    | Tribhuvan Army Club     | 31  | 17 | 9  | 4 | 4 | 32 | 13 | +19  |  | Tribhuvan Army Club        |     |     |     |     | 3-1 | 3-1 |
| 5    | Friends Club            | 20  | 17 | 5  | 5 | 7 | 20 | 38 | -18  |  | Friends Club               |     |     |     |     |     | 2-1 |
| 6    | Jawalakhel Youth Team   | 16  | 17 | 3  | 7 | 7 | 18 | 27 | -9   |  | Jawalakhel Youth Team      |     |     |     |     |     |     |

|  | Qualification pour la Coupe du président de l'AFC 2005 |
|  | T : Tenant du titre                                    |

## Bilan de la saison
| Championnat du Népal de football 2004 |                            |
| Champion                              | Three Star Club (3e titre) |
| Qualifications continentales          |                            |
| Coupe du président de l'AFC 2005      | Three Star Club            |
| Promotions et relégations             |                            |
| Promus en First Division              | Machhindra Bahal Club      |
| Promus en First Division              | Boudha FC                  |
| Promus en First Division              | Gyanendra APF Team         |
| Relégués en Second Division           | Katmandou Club             |